# Квачантирадзе, Тамаз Касьянович
Тамаз Касьянович Квачантирадзе (груз. თამაზ კვაჭანტირაძე; 7 июня 1940, Тбилиси, Грузинская ССР, СССР — 15 августа 2021) — грузинкий филолог и государственный деятель; министр образования Республики Грузия (1993—1998).

## Биография
В 1963 году окончил филологический факультет Тбилисского государственного университета. В 1978 году защитил кандидатскую диссертацию на тему «მსგავსებითი შედარება ქართულში».
С 1963 по 2006 год был сотрудником кафедры новогрузинского языка.
С 1978 по 1990 год являлся редактором журнала «Грузинский язык и литература в школе» («Балавари»); с 1975 по 1990 год автор и ведущий авторского телепрограммы «Телецикл о грузинском языке и литературе» («ტელეციკლი ქართულ ენასა და ლიტერატურაში»), с 2002 по 2004 год — «Путешествие в литературу» («მოგზაურობა სასიტყვეთში»).
С 1993 по 1998 год был в должности министра образования Республики Грузия.
С 2000 по 2008 год был руководителем учебного центра Парламента Грузии.
С 2008 по 2012 год — депутат Парламента Грузии 7-го созыва.
Скончался 15 августа 2021 года.